# مقاطعة تومبكينز (نيويورك)
مقاطعة تومبكينز (بالإنجليزية: Tompkins County)‏ هي إحدى المقاطعات في ولاية نيويورك في الولايات المتحدة الأمريكية.

## أعلام
- أندرو ديكسون وايت
- هانيبال غودوين
- تشارلز أ. جوي
- جيريمياه دبليو. دوايت